# Навкаров, Олим
Оли́м Навка́ров (узб. Olim Navkarov; 30 марта 1983 года, Ташкент, Узбекская ССР, СССР) — узбекистанский футболист, нападающий. В 2010—2011 годах сыграл 11 игр и забил два гола за национальную сборную Узбекистана.
Начинал карьеру в ташкентском «Тракторе» в 2004 году. До 2007 года выступал за этот клуб. Далее три сезона играл за ташкентский «Локомотив», в 2010 году играл в аренде за «Кызылкум». Далее играл за «Андижан», самаркандское «Динамо», снова за ташкентский «Локомотив», за «Алмалык», снова за «Кызылкум». В 2015 году выступал за клуб «НБУ-Азия» из Первой лиги. В 2016 году также играл за команды из Первой лиги: «Актепа» и «Нурафшон».
В 2010 году стал привлекаться в национальную сборную Узбекистана. Сыграл в ряде товарищеских матчах. В январе 2011 года вместе со сборной Узбекистана участвовал в Кубке Азии 2011 в Катаре, на котором сборная Узбекистана дошла до полуфинала. Всего за сборную Узбекистана Олим Навкаров сыграл 11 игр и забил 2 гола.